# Andrei Alexandrescu
 (mars 2019).
Si vous disposez d'ouvrages ou d'articles de référence ou si vous connaissez des sites web de qualité traitant du thème abordé ici, merci de compléter l'article en donnant les références utiles à sa vérifiabilité et en les liant à la section « Notes et références ».
Andrei Alexandrescu, né en 1969, est un programmeur et un consultant américain né en Roumanie, expert reconnu des langages C++ et D, et auteur de plusieurs ouvrages sur ces langages.
Il est considéré comme l'un des plus grands spécialistes du langage C++, et notamment de ses fonctionnalités les plus avancées (templates, métaprogrammation...).
Il est notamment à l'origine du concept de paramétrage par politique, permettant de personnaliser à l'infini le comportement de composants génériques avec peu de code.
Pour le langage D (version 2), il a notamment conçu le système de ranges, (interface de programmation dédiée aux objets itérables).
Il est actuellement chercheur chez Facebook.

## Loki
Andrei Alexandrescu est l'auteur de la bibliothèque Loki proposant des composants avancés pour la programmation en C++.
Loki est en fait l'implémentation de différents concepts introduits dans son livre Modern C++ Design.

## Mojo
Andrei Alexandrescu est l'auteur de la bibliothèque Mojo permettant d'implémenter des constructeurs par déplacement en C++.

## Langage D
Andrei Alexandrescu assiste Walter Bright, le concepteur du langage D, à développer la version 2 du langage, notamment en contribuant à la bibliothèque standard.
Il est l'un des principaux défenseurs de ce langage et a publié en 2010 un livre technique sur ce sujet.